# 欧加
欧加（法語：Auga，法語發音：[oɡa]）是法国大西洋比利牛斯省的一个市镇，位于该省东北部，属于波城区。

## 地理
欧加（43°28'38"N, 0°22'54"W）面积4.03 平方千米，位于法国新阿基坦大区大西洋比利牛斯省，该省份为法国东南部省份，涵盖了贝阿恩与北巴斯克，西临大西洋比斯開灣，北至朗德省，东北接热尔省，东临上比利牛斯省，南与西班牙接壤。
与欧加接壤的市镇（或旧市镇、城区）包括：莱姆、梅拉克、塞比、泰兹、维旺。

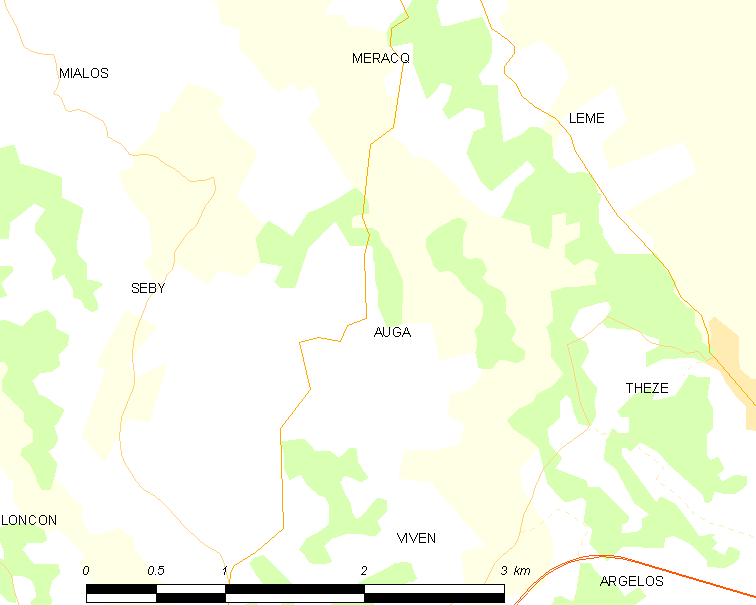
欧加的OSM定位图

欧加的时区为UTC+01:00、UTC+02:00（夏令时）。

## 行政
欧加的邮政编码为64450，INSEE市镇编码为64077。

## 政治
欧加所属的省级选区为吕伊河土地和维克比伊山坡县。

## 人口

1962-2008年间欧加人口变化图示

欧加于2022年1月1日时的人口数量为185人。